# Helicochetus inversus
Helicochetus inversus är en mångfotingart som beskrevs av Kraus 1958. Helicochetus inversus ingår i släktet Helicochetus och familjen Odontopygidae. Inga underarter finns listade i Catalogue of Life.